# 長喜町
長喜町（ながきちょう）は、愛知県名古屋市北区の地名。現行行政地名は長喜町1丁目から長喜町4丁目。住居表示未実施。

## 地理
北区中央部に位置する。小工場・作業所・商店の混在する住宅地。当町東端には大規模な集合住宅である愛知県営辻町住宅が所在する。

## 歴史

### 地名の由来
安井町の字名に由来する。字名自体の由来は未詳。

### 沿革
- 1937年（昭和12年）11月1日 - 西区安井町・辻町の各一部より成立[1]。
- 1944年（昭和19年）2月11日 - 北区成立に伴って、同区の町となる[1]。
- 2018年（平成30年）4月1日 - 名古屋市営バス北巡回系統の経路変更に伴い、地内に長喜町停留所が設置される[WEB 6]。

## 世帯数と人口
2019年（平成31年）1月1日現在の世帯数と人口は以下の通りである。
| 町丁   | 世帯数  | 人口    |
| ------ | ------- | ------- |
| 長喜町 | 609世帯 | 1,220人 |

### 人口の変遷
国勢調査による人口の推移
| 2000年（平成12年） | 1,181人 | [ WEB 7 ]  |  |
| 2005年（平成17年） | 1,287人 | [ WEB 8 ]  |  |
| 2010年（平成22年） | 1,301人 | [ WEB 9 ]  |  |
| 2015年（平成27年） | 1,209人 | [ WEB 10 ] |  |

## 学区
市立小・中学校に通う場合、学校等は以下の通りとなる。また、公立高等学校に通う場合の学区は以下の通りとなる。なお、小学校は学校選択制度を導入しておらず、番毎で各学校に指定されている。
| 丁目        | 小学校                                    | 中学校               | 高等学校 |
| ----------- | ----------------------------------------- | -------------------- | -------- |
| 長喜町1丁目 | 名古屋市立東志賀小学校                    | 名古屋市立北陵中学校 | 尾張学区 |
| 長喜町2丁目 | 名古屋市立東志賀小学校                    | 名古屋市立北陵中学校 | 尾張学区 |
| 長喜町3丁目 | 名古屋市立東志賀小学校                    | 名古屋市立北陵中学校 | 尾張学区 |
| 長喜町4丁目 | 名古屋市立東志賀小学校 名古屋市立辻小学校 | 名古屋市立北陵中学校 | 尾張学区 |

## 交通
- 名古屋市営バス北巡回系統 長喜町停留所[WEB 6]

## 施設
- キッコーナ本社
- 愛知県営辻町住宅（一部。辻町・大野町とまたがって所在する）
- 名古屋市立大野保育園（園庭のみ。園舎は大野町に位置する）

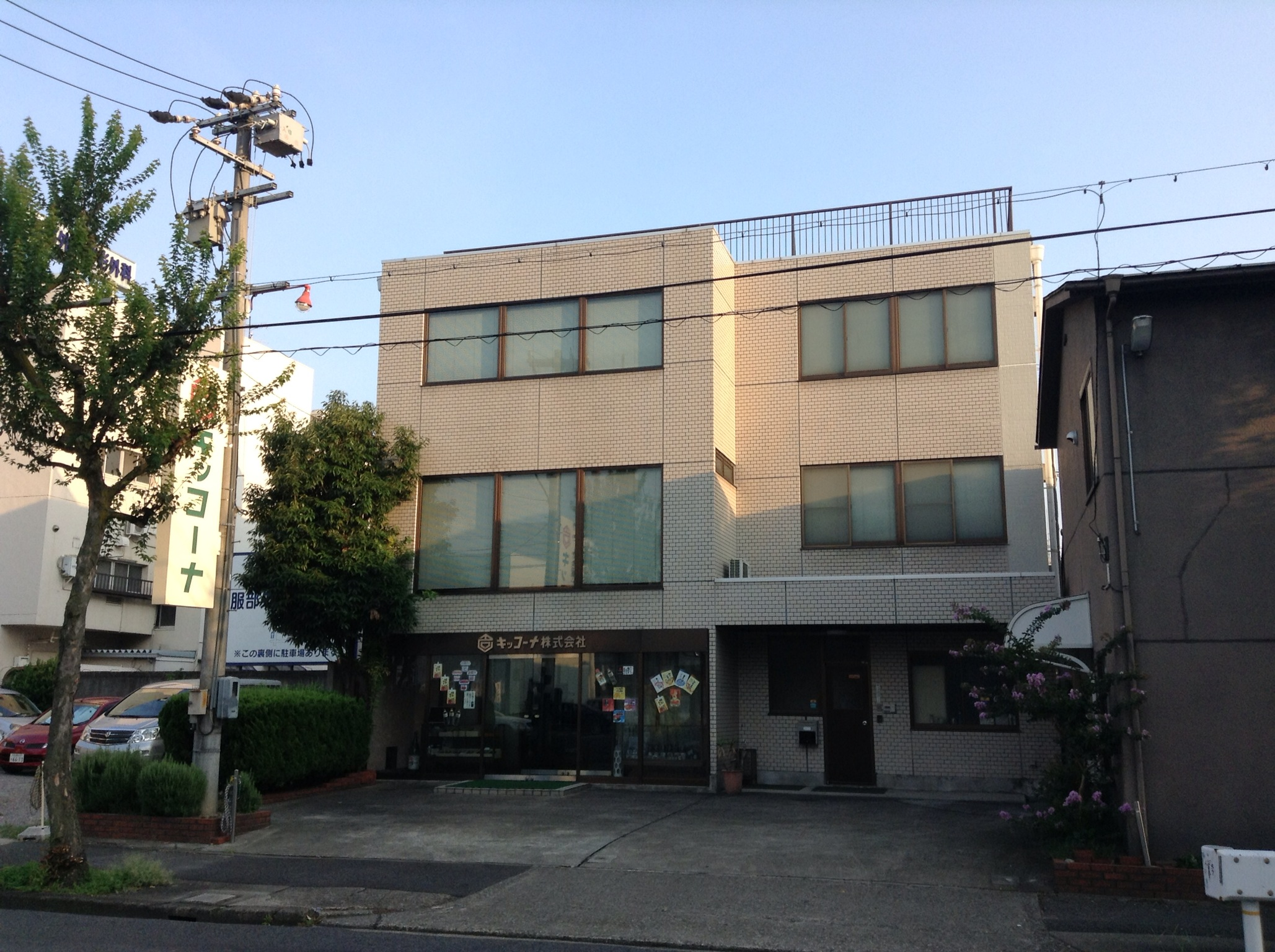
キッコーナ本社
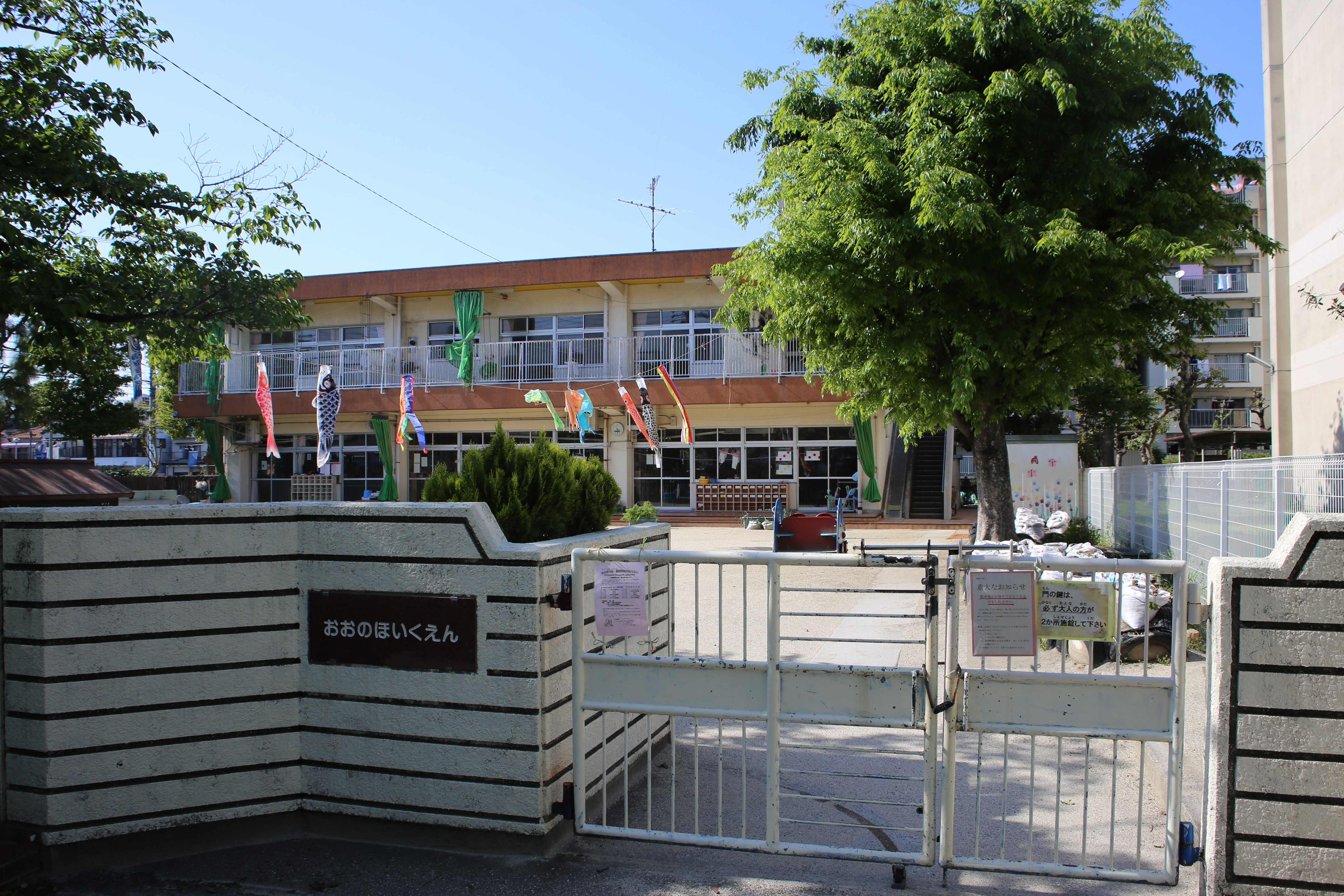
名古屋市立大野保育園

## その他

### 日本郵便
- 郵便番号 : 462-0036[WEB 3]（集配局：名古屋北郵便局[WEB 13]）。

### WEB
1. 1 2  “愛知県名古屋市北区の町丁・字一覧”.   人口統計ラボ. 2017年10月7日閲覧。
2. 1 2  “町・丁目(大字)別、年齢(10歳階級)別公簿人口(全市・区別)”.   名古屋市 (2019年1月23日). 2019年1月23日閲覧。
3. 1 2  “郵便番号”.  日本郵便. 2019年1月6日閲覧。
4. ↑  “市外局番の一覧”.   総務省. 2019年1月6日閲覧。
5. ↑  名古屋市役所市民経済局地域振興部住民課町名表示係 (2015年10月21日). “北区の町名一覧”.   名古屋市. 2017年10月7日閲覧。
6. 1 2   名古屋市総務局法制課長: “名古屋市公報 第1251号” (PDF).   名古屋市. pp. 205-206 (2018年3月28日). 2018年4月9日閲覧。
7. ↑  名古屋市役所総務局企画部統計課統計係 (2005年7月1日). “（刊行物）名古屋の町(大字)・丁目別人口 (平成12年国勢調査) 北区” (xls). 2017年10月8日閲覧。
8. ↑  名古屋市役所総務局企画部統計課統計係 (2007年6月29日). “平成17年国勢調査　名古屋の町(大字)別・年齢別人口 北区” (xls). 2017年10月8日閲覧。
9. ↑  名古屋市役所総務局企画部統計課統計係 (2012年6月29日). “平成22年国勢調査　名古屋の町(大字)別・年齢別人口 北区” (xls). 2017年10月8日閲覧。
10. ↑  名古屋市役所総務局企画部統計課統計係 (2017年7月7日). “平成27年国勢調査　名古屋の町(大字)別・年齢別人口” (xls). 2017年10月8日閲覧。
11. ↑  “市立小・中学校の通学区域一覧”.   名古屋市 (2018年11月10日). 2019年1月14日閲覧。
12. ↑  “平成29年度以降の愛知県公立高等学校（全日制課程）入学者選抜における通学区域並びに群及びグループ分け案について”.   愛知県教育委員会 (2015年2月16日). 2019年1月14日閲覧。
13. ↑  郵便番号簿 平成29年度版 - 日本郵便. 2019年01月06日閲覧 (PDF)

### 文献
1. 1 2 3  名古屋市計画局 1992, p. 751.
2. 1 2  名古屋市計画局 1992, p. 191.